# Thỏ sư tử

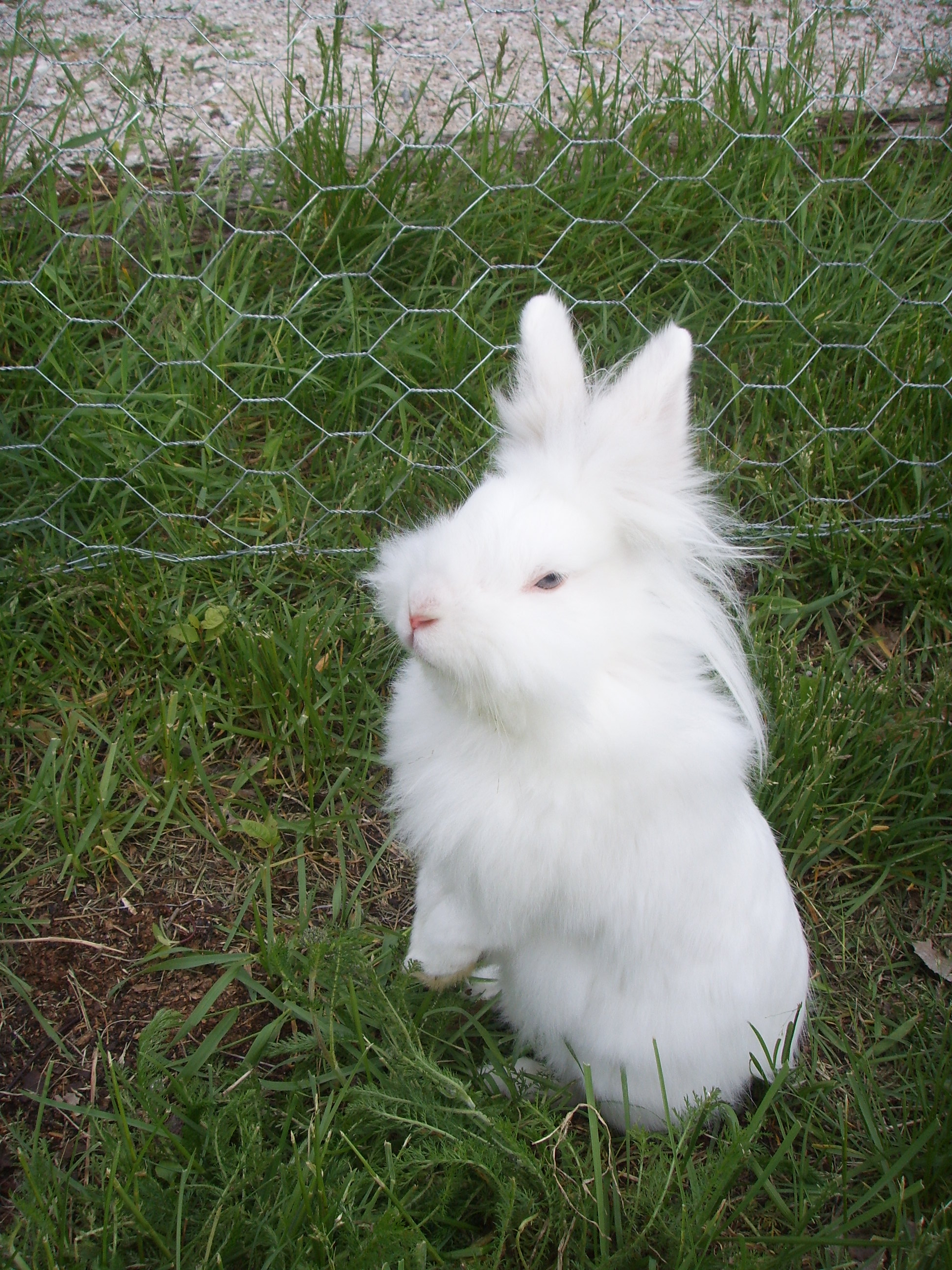
Một con thỏ sư tử

Thỏ sư tử hay còn gọi là thỏ mèo là một giống thỏ nhà được nuôi để làm vật cưng ưa thích vì chúng có vẻ bề ngoài trông giống như một con sư tử đực với bộ lông xù. Thỏ sư tử có xuất xứ từ Tây Âu ở các nước Hà Lan, Mỹ, Bỉ và là một trong những vật nuôi rất có giá trị và độc đáo.

### Hình dạng

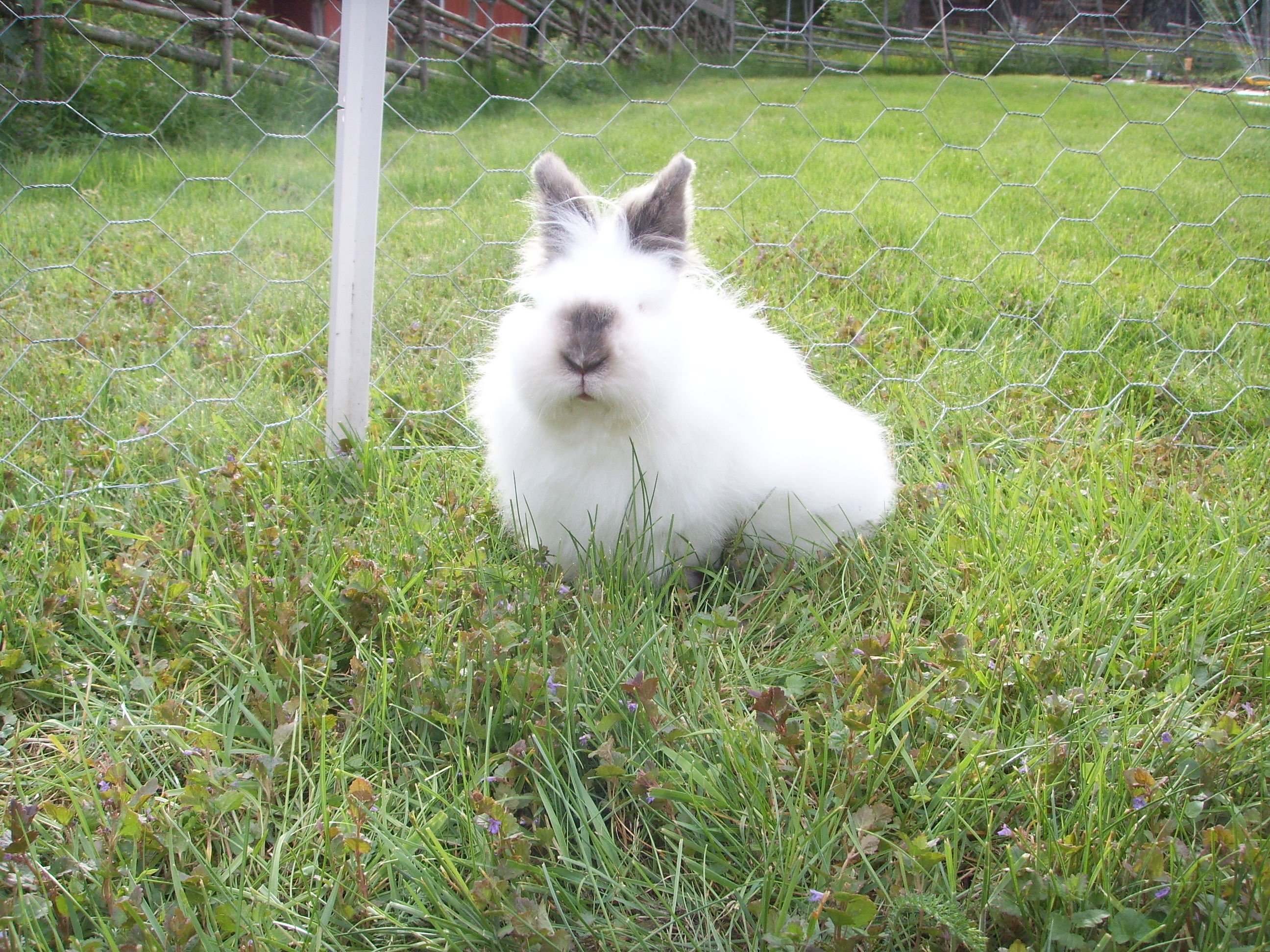

## Tập tính

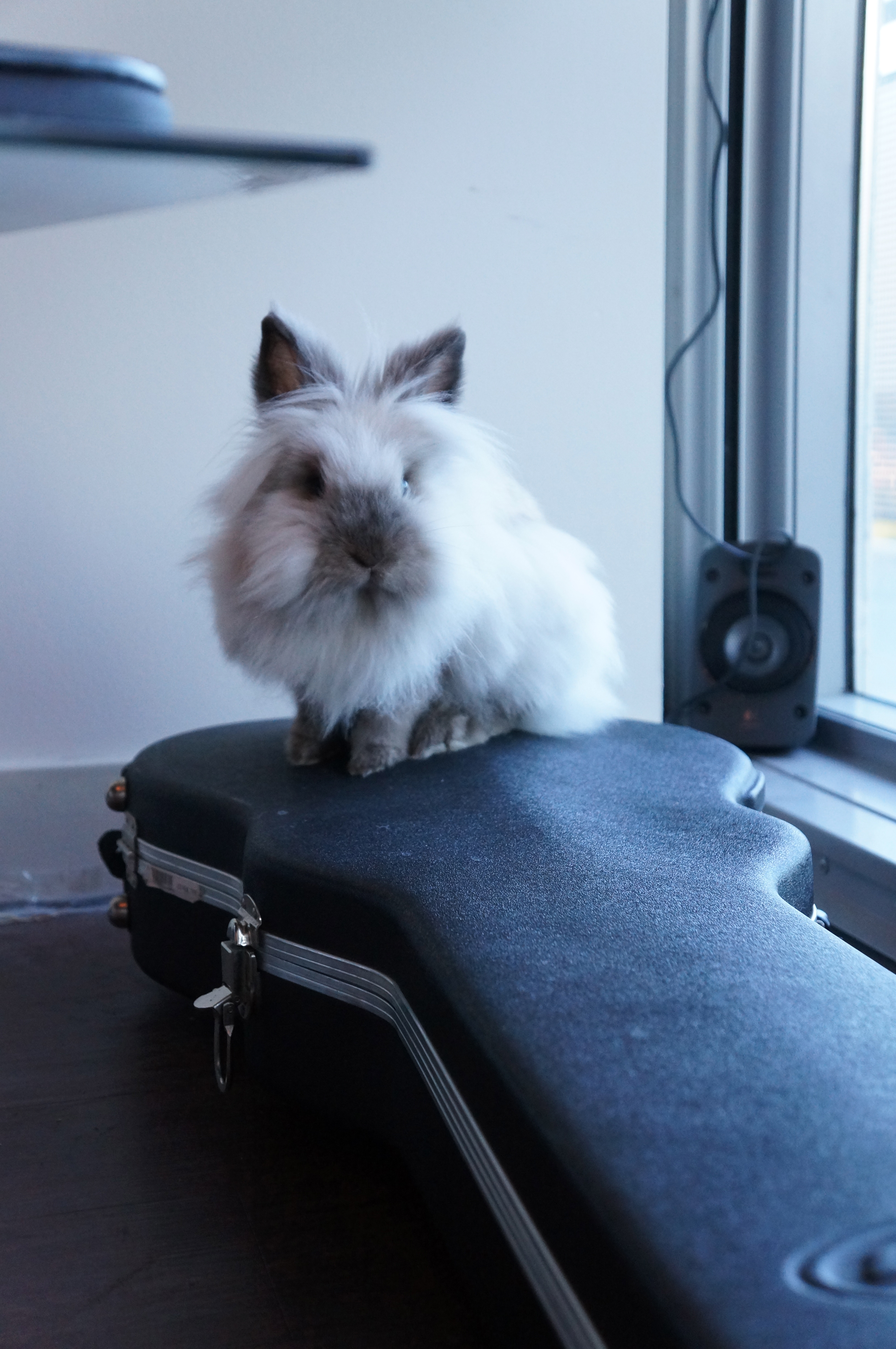
Chúng khá dễ nuôi, với thức ăn là các loại rau, củ, quả